# Enyalius pictus
Espèce
Synonymes
- Agama picta Schinz, 1822
- Enyalius catenatus pictus (Schinz, 1822)
- Ophryessa margariticeus Boie, 1825
- Enyalius zonatus Wettstein, 1926

Statut de conservation UICN

 LC  : Préoccupation mineure
Enyalius pictus est une espèce de sauriens de la famille des Leiosauridae.

## Répartition
Cette espèce est endémique du Brésil. Elle se rencontre dans les États d'Espírito Santo et de Bahia.
Sa présence est incertaine en Équateur.

## Description
Ce lézard est arboricole à semi-arboricole et vit dans les forêts sêches près de la côte Atlantique du Brésil.

## Publication originale
- Schinz, 1822 : Das Thierreich eingetheilt nach dem Bau der Thiere als Grundlage ihrer Naturgeschichte und der vergleichenden Anatomie von dem Herrn Ritter von Cuvier, J. G. Cotta, Stuttgart, vol. 2, p. 1-835.